# Cariblatta varia
Cariblatta varia är en kackerlacksart som beskrevs av Rocha e Silva och Guilherme A.M.Lopes 1975. Cariblatta varia ingår i släktet Cariblatta och familjen småkackerlackor. Inga underarter finns listade.